# Procès de Belsen

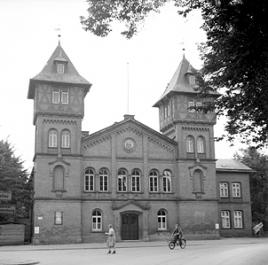
Le lycée municipal de Lunebourg, qui hébergea la cour de justice.

Le procès de Belsen (17 septembre - 17 novembre 1945) est constitué d'une série de jugements intentés par les puissances alliées contre d'anciens fonctionnaires de l'Allemagne nazie après la fin de la Seconde Guerre mondiale. 
Le procès de Belsen s’est tenu en Allemagne en Basse-Saxe, à proximité du camp, dans la ville de Lunebourg, au 30 Lindenstraße. Les accusés étaient des hommes, des femmes de la SS et des fonctionnaires ayant travaillé dans divers camps de concentration, notamment celui d’Auschwitz et de Bergen-Belsen. Le procès a suscité un intérêt considérable dans le monde, le public découvrant pour la première fois les responsables, ou même pour certains, l’existence d’assassinats de masse dans les camps d'extermination de l’Est. 
D'autres procès ultérieurs prirent également le nom de procès de Belsen.

## Contexte
Le camp de Bergen-Belsen a été ouvert en 1940 pour interner les prisonniers de guerre français et belges mais accueille à partir de l'été 1941 plus de 20 000 prisonniers soviétiques. Le premier commandant du camp a été le SS-Hauptsturmführer Adolf Haas (de) auquel a succédé Josef Kramer le 2 décembre 1944.
 Les conditions s'aggravèrent avec l'arrivée de nombreux prisonniers transférés des camps d’Auschwitz, Buchenwald, Ravensbrück, Flossenburg, Mauthausen... devant l'avance des armées alliées. Le camp compte 15 000 détenus en novembre 1944 et 60 000 en avril 1945.
Le camp fut libéré par les troupes britanniques le 15 avril 1945. Les conditions dans lesquelles les Britanniques trouvent ces prisonniers sont épouvantables, tant du point de vue du manque de nourriture que de celui de l'hygiène. Plus de 10 000 morts y côtoient les vivants entre les baraques. 13 000 personnes mourront encore dans la période qui suivra, leur état de santé étant déjà si dégradé qu'elles ne purent pas être sauvées. Environ 70 000 personnes y ont trouvé la mort, dont 20 000 prisonniers soviétiques.
La plupart des membres du personnel SS du camp s’étaient enfuis, mais plusieurs dizaines étaient encore sur place, y compris le commandant du camp, Joseph Kramer.

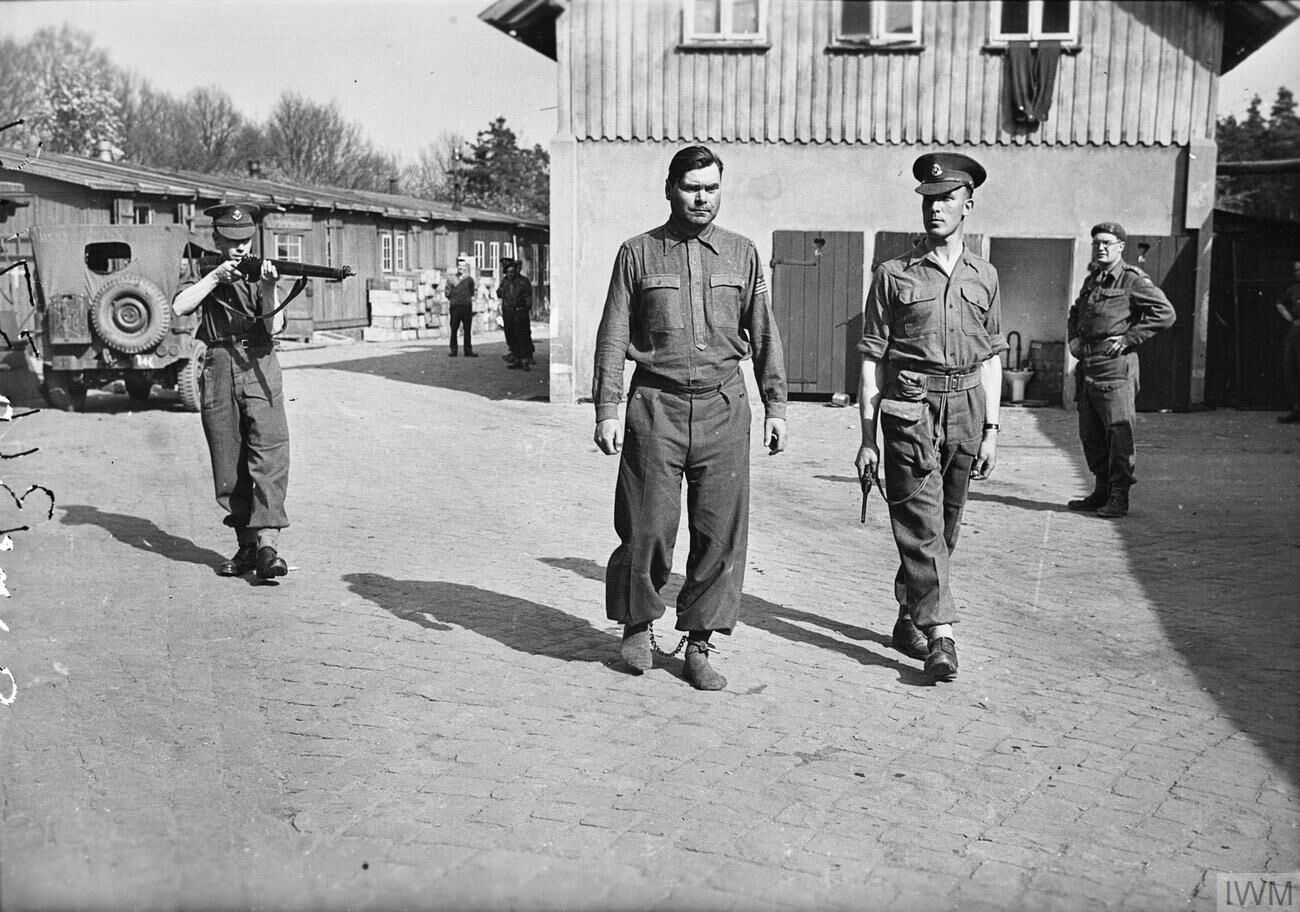
Joseph Kramer lors de son arrestation, le 17 avril 1945.

Deux jours plus tard, 48 personnes sont officiellement arrêtées et les Britanniques leur imposent d’enterrer de leurs propres mains les corps des prisonniers éparpillés dans tout le camp.

## Premier procès

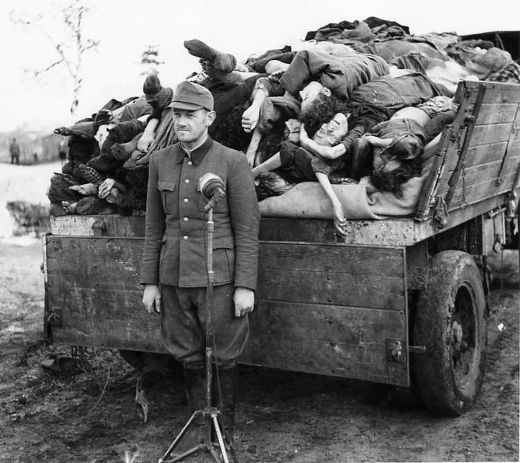
Franz Hössler à Bergen-Belsen.

Surnommé le « procès de Joseph Kramer et des 43 autres », il débute le 17 septembre 1945 dans le lycée municipal de Lunebourg. Initialement, les accusés étaient au nombre de quarante-huit, mais les charges contre trois d’entre eux ont été abandonnées (Nikolas Jenner, Paul Steinmetz et Walter Melcher) et l'état de santé d'un quatrième (Ladislaw Gura) lui a évité le procès.
Bien qu'appelé « procès de Belsen », il s'agit en réalité d'un procès bicéphale car certains des accusés avaient antérieurement travaillé au camp d'extermination d'Auschwitz. En outre, dix-neuf avaient davantage sévi à Auschwitz et la plupart n’étaient en réalité venus à Bergen-Belsen qu’à l’approche des troupes soviétiques fin 1944, début 1945. 
Les accusés étaient donc quarante-quatre ex-SS, hommes, femmes et kapos (prisonniers fonctionnaires) ayant travaillé à Bergen-Belsen, Auschwitz, Neuengamme ou dans les camps satellites. Josef Kramer était le principal accusé, il avait essentiellement opéré à Birkenau (Auschwitz II) jusqu'en décembre 1944, date à laquelle il arriva à Bergen-Belsen. 
Vingt-quatre avaient officié à Belsen, dix-neuf dans les deux camps et une seule était accusée pour ses exactions commises seulement à Auschwitz (Stanislawa Staroska ou Starostka, appelée « Stanie » par les prisonnières). Trente-deux des accusés avaient été des membres de la SS, dont seize femmes, et douze (sept hommes et cinq femmes) avaient été des prisonniers de fonction (Kapo, Blockältester, Lagerältester). 
Trois autres membres de la SS avaient été tués en essayant de s'échapper lors de la libération du camp par les Britanniques, et un autre s’était suicidé. Sur un total de 77 personnels du camp arrêtés par les Britanniques en avril, 17 autres moururent du typhus jusqu'au 1er juin 1945. 
Autre que Kramer, les autres principaux accusés étaient le Dr Fritz Klein, qui avait été médecin du camp à Belsen, et Franz Hössler, adjoint au commandant du camp. Elisabeth Volkenrath avait été Oberaufseherin à Auschwitz, avant qu'elle n'arrive à Belsen. 
Il était très difficile de se prononcer en connaissance de cause pour ce tribunal. La réalité et les particularités de la vie dans les camps (ici, en l'occurrence à Auschwitz-Birkenau) n'étaient pas encore suffisamment connues pour que la cour puisse toujours poser les questions les plus pertinentes ; en outre les accusés venaient de camps divers, n'étant arrivés à Belsen que dans les tout derniers mois ou jours (certains étaient arrivés deux jours avant la libération) du fait des évacuations. Les véritables exactions et responsabilités de ces accusés ne pouvaient donc être clairement posées et connues parce qu'elles avaient eu lieu dans d'autres camps. Les accusations « crimes contre l'humanité » et « crimes contre la paix », qui figuraient dans le procès de Nuremberg, ne figuraient pas parmi les charges retenues lors du procès.
Il s’agissait d’un tribunal militaire britannique et était tenu en anglais, suppléé par des traducteurs allemands et polonais. La cour de justice se composait de six juges : le major-général H. M. P. Berney-Ficklin (président), le brigadier A. de L. Casonove, le colonel G. J. Richards, le lieutenant-colonel R. B. Moriush, le lieutenant-colonel R. McLay et le juge-avocat C. L. Stirling.
Le colonel T. M. Backhouse, le Major H. G. Murton-Neale, le capitaine S. M. Stewart et le lieutenant-colonel L. J. Genn furent les avocats des accusés. Les avocats de la défense étaient également des membres de l'Armée britannique. Il y avait également cinq défenseurs polonais, dont un officier, le lieutenant Jedrezejowicz.

### Déroulement

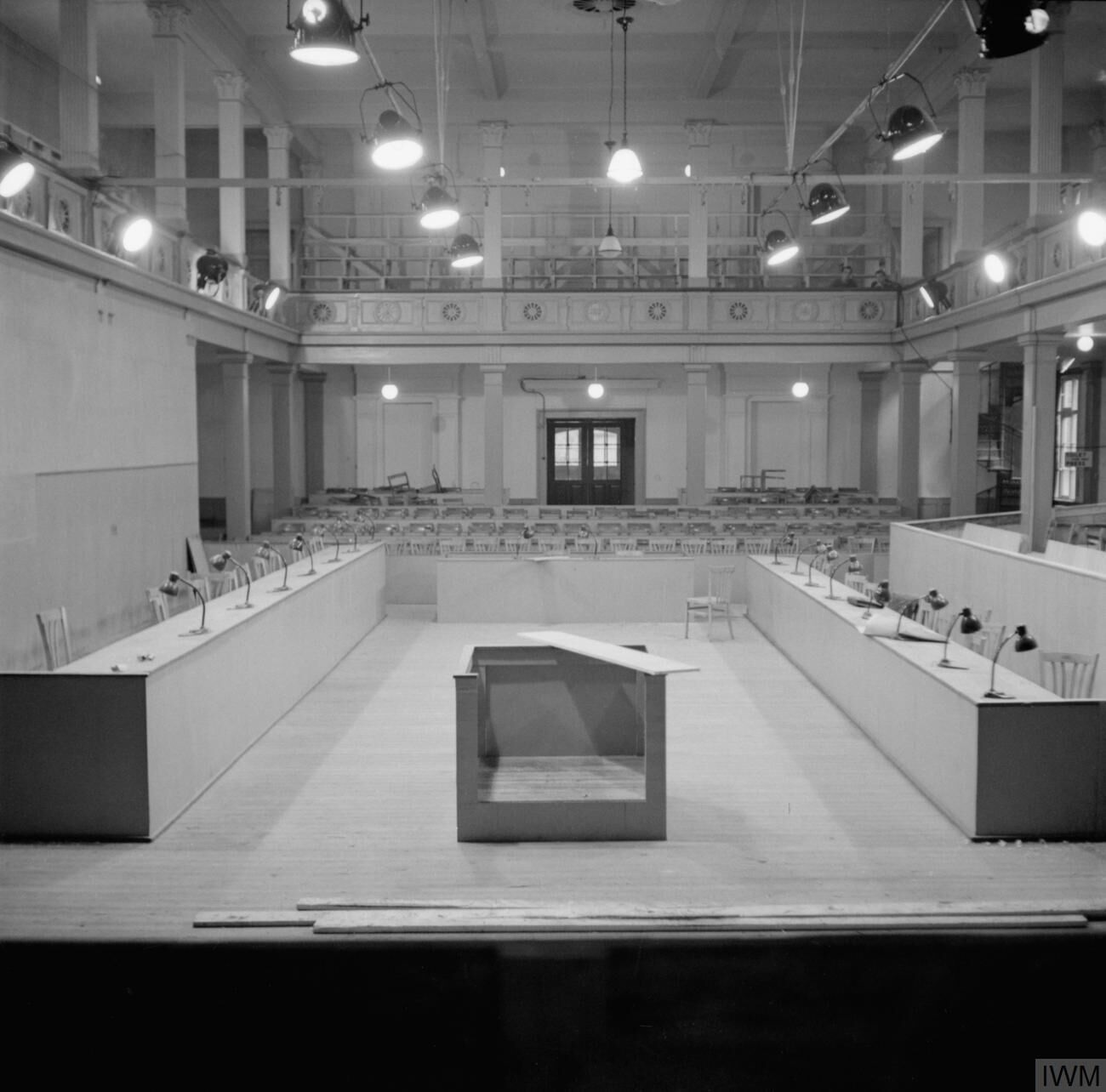
Intérieur de la salle du tribunal dix jours avant le début de procès.

Ce procès a duré 54 jours en présence de 200 journalistes et observateurs internationaux. Il débute le 17 septembre par un discours d’ouverture suivant la procédure des pays de Common law (discours accusatoire). Les actes d'accusations et les peines passibles sont notamment cités. 
Le brigadier Glyn Hughes (en) a été le premier témoin à charge les 18 et 19 septembre. Le 20 septembre, l'Armée britannique projette un film tourné immédiatement après la libération du camp, suivie d'une visite du camp le lendemain.
Les témoignages de la défense commencent le 8 octobre avec le discours d'ouverture, défendant Kramer, qui témoigna également. Les discours de clôture se déroulent du 7 au 12 novembre, suivis par la clôture des arguments présentés par les témoins le 13 novembre. Les peines sont prononcées quatre jours plus tard, le 17 novembre 1945.
Mené en anglais, les traductions en allemand et en polonais étaient nécessaires. Ce fut l'un des facteurs qui prolongea le procès, initialement prévu pour durer de deux à quatre semaines. Rétrospectivement, il a été reproché à l'accusation un procès hâtif et mal préparé. Aucun des gardiens SS ayant fui le camp après le cessez-le-feu du 13 avril n'avait été recherché. Durant le procès, seuls quelques témoins oculaires ont témoigné, certains prononçant des déclarations affidavit. Certains témoins se contredisaient eux-mêmes lors du contre-interrogatoire et d'autres ne parvenaient même pas a identifier les accusés comme les auteurs des crimes en question. Un ancien détenu, Oskar Schmitz, a même été accusé à tort comme étant un officier SS ayant travaillé dans le camp. L’homme n'avait eu aucune chance de clarifier les choses avant le début du procès.
La défense a soutenu que l'arrestation des accusés avait été illégale. Les Britanniques sont accusés d’avoir violé la promesse d’un retrait libre, contenu d’un accord de cessez-le-feu. Toutefois, cette promesse était seulement pour les membres de la Wehrmacht présents à Belsen. En outre, selon l'accusation, l'incendie du camp et des fichiers par la SS ainsi que des coups de feu tirés le 15 avril, avait annulé l'accord. La section pertinente sur l'accord d’un cessez-le-feu concernant les SS était : « Les membres et gardes des SS [...] seront traités comme des prisonniers de guerre. Les personnels [...] restent à leurs postes et doivent accomplir leurs tâches (cuisine, fournitures, etc.). Ils auront l’obligation de remettre leurs dossiers et leurs enregistrements. Lorsque leurs services peuvent être dispensés, leur disposition est laissée par la Wehrmacht aux autorités britanniques. »
Huit hommes et trois femmes ont été condamnés à la peine de mort et exécutés par pendaison le 13 décembre 1945 à la prison de Hameln. Dix-neuf autres ont été jugés coupables et condamnés à diverses peines, tandis que quatorze ont été acquittés. Erich Zoddel a été condamné à la prison à vie, mais fut condamné à mort lors d’un autre procès militaire en août 1945 pour le meurtre d'une femme détenue après la libération.
En raison de la clémence des réclamations et des appels, de nombreuses peines de prison ont été considérablement réduites. À la mi-1955, toutes les personnes condamnées à des peines de prison ont été libérées par les autorités ouest-allemandes.

### Accusés individuel et sentence

#### Liste des accusés SS

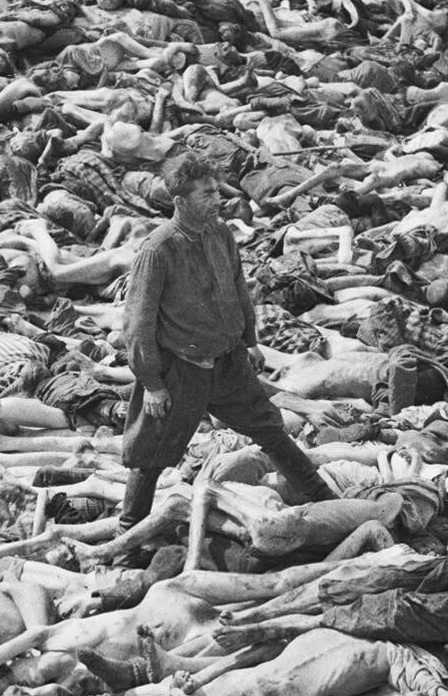
Fritz Klein au milieu de cadavres. Les Britanniques leur imposent d’enterrer de leurs propres mains les corps des prisonniers.

(A = coupable de crimes à Auschwitz, B = coupable de crimes à Bergen-Belsen)
| Nom                           | Sentence                                    |
| ----------------------------- | ------------------------------------------- |
| Josef Kramer (A, B)           | Peine de mort, exécuté le 13 décembre 1945  |
| Fritz Klein (A, B)            | Peine de mort, exécuté le 13 décembre 1945  |
| Peter Weingartner (de) (A, B) | Peine de mort, exécuté le 13 décembre 1945  |
| Franz Hössler (A)             | Peine de mort, exécuté le 13 décembre 1945  |
| Karl Franzioh (B)             | Peine de mort, exécuté le 13 décembre 1945  |
| Ansgar Pichen (B)             | Peine de mort, exécuté le 13 décembre 1945  |
| Franz Stofel (ou Stärfl) (B)  | Peine de mort, exécuté le 13 décembre 1945  |
| Wilhelm Dörr (B)              | Peine de mort, exécuté le 13 décembre 1945  |
| Irma Grese (A, B)             | Peine de mort, exécutée le 13 décembre 1945 |
| Elisabeth Volkenrath (A, B)   | Peine de mort, exécutée le 13 décembre 1945 |
| Johanna Bormann (A)           | Peine de mort, exécutée le 13 décembre 1945 |
| Otto Kulessa (B)              | 15 ans, libéré le 7 mai 1955                |
| Heinrich Schreirer (A)        | 15 ans, libéré le 3 septembre 1950          |
| Hertha Ehlert (B)             | 15 ans, libérée le 7 mai 1953               |
| Ilse Förster (B)              | 10 ans, libérée le 21 décembre 1951         |
| Herta Bothe (B)               | 10 ans, libérée le 21 décembre 1951         |
| Irene Haschke (B)             | 10 ans, libérée le 21 décembre 1951         |
| Gertrud Sauer (B)             | 10 ans, libérée le 21 décembre 1951         |
| Anna Hempel (B)               | 10 ans, libérée le 21 avril 1951            |
| Gertrud Feist (B)             | 5 ans, libérée le 11 août 1949              |
| Frieda Walter (B)             | 3 ans, libérée le 16 novembre 1948          |
| Hilde Lisiewicz (B)           | 1 an, libérée le 16 novembre 1946           |
| Georg Krafft                  | acquitté                                    |
| Josef Klippel                 | acquitté                                    |
| Fritz Mathes                  | acquitté                                    |
| Karl Egersdörfer              | acquitté                                    |
| Walter Otto                   | acquitté                                    |
| Erich Barsch                  | acquitté                                    |
| Ida Förster                   | acquittée                                   |
| Klara Opitz                   | acquittée                                   |
| Charlotte Klein               | acquittée                                   |
| Hildegard Hähnel              | acquittée                                   |

Ne pouvant être jugés pour cause de maladie : Nikolaus Jänner, Paul Steinmetz, Walter Melcher, Ladisław Gura (qui était à la fois membre des SS et fonctionnaire de la prison).                  
- Disparus ou situation inconnue : SS Aufseherin Erna Rosenthal, SS Aufseherin Hildegard Lippmann, SS Aufseherin Ault, SS Aufseherin Gollasch, SS Oberscharführer Hartwig, SS Unterscharführer Heuskel, SS Aufseherin Orlt.

#### Liste des accusés prisonniers fonctionnaires

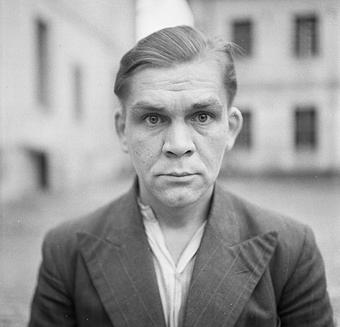
Erich Zoddel capturé après la libération du camp.

(A = Coupable de crimes à Auschwitz, B =Coupable de crimes à Bergen-Belsen)
there is considerable disagreement about the spelling of the names, see talk page 
| Nom                     | Sentence                                                                        |
| ----------------------- | ------------------------------------------------------------------------------- |
| Erich Zoddel (B)        | prison à vie, condamné lors d'un autre procès militaire en août 1945 et exécuté |
| Wladisław Ostrowski (B) | 15 ans, libéré en 1955                                                          |
| Helena Kopper (B)       | 15 ans, libérée en 1952                                                         |
| Hilde Lohbauer (A,B)    | 10 ans, libérée en 1950                                                         |
| Antoni Aurdzig (B)      | 10 ans, libéré en 1952                                                          |
| Johanne Roth (B)        | 10 ans, libérée en 1950                                                         |
| Stanislawa Staroska (A) | 10 ans, libéré en 1950                                                          |
| Medislaw Burgraf (B)    | 5 ans, liberé en 1949                                                           |
| Ilse Lothe              | acquittée (B)                                                                   |
| Oskar Schmitz           | acquitté (B)                                                                    |
| Ignatz Schlomowicz      | acquitté (B)                                                                    |
| Anton Polanski          | acquitté (B)                                                                    |
| Ladisław Gura           | inapte au procès (B)                                                            |

### Réactions publiques
Le procès de Belsen a attiré d'importants médias nationaux et internationaux. De manière significative, plus de 200 journalistes ont suivi le déroulement du procès. À travers eux, le monde a appris l’existence du camp où des milliers d’hommes, femmes et enfants sont morts de faim et de maladie — communiqués en particulier par le film et de nombreuses photos prises par l'Armée britannique. Ce fut la première fois que le meurtre organisé de masse d’Auschwitz-Birkenau était diffusé publiquement, certains des responsables décrivant le processus de sélection, l'utilisation des chambres à gaz et des fours crématoires.
 En Grande-Bretagne, le procès a surtout été perçu de façon positive, compte tenu de l'équité et de la minutie avec laquelle le procès fut réalisé. Toutefois, dans certains autres pays, notamment l'Union Soviétique ou la France, les verdicts ont été sévèrement critiqués comme étant trop cléments et de nombreux survivants ressentirent cela.

### Exécutions
Toutes les exécutions ont eu lieu le 13 décembre 1945 à la prison à Hameln. Le bourreau était Albert Pierrepoint, aidé par un assistant.

## Deuxième procès
Un deuxième procès a eu lieu à Lunebourg du 16 au 30 mai 1946 (jusqu'au 18 juin 1946 pour Cegielski) par un tribunal militaire britannique. Il fut coordonné par le major Glendinning, trois militaires britanniques (le major Tabaschnik, le major Clarke et le capitaine Baker) ainsi que le lieutenant polonais Szwedzicki. 
Initialement le procès devait juger 22 personnes, mais la moitié ayant commis des crimes de guerre dans d'autres zones d'occupation, seuls 10 seront accusés pour leurs activités dans le camp de Bergen-Belsen ou dans les camps satellites de Neuengamme. Peu avant le début du procès, une personne est libérée en raison d'une identité erronée.

### Liste des accusés SS
| Nom                     | Sentence                                   |
| ----------------------- | ------------------------------------------ |
| Heinz Lüder Heidemann   | Peine de mort, exécuté le 11 octobre 1946  |
| Walter Quakernack (en)  | Peine de mort, exécuté le 11 octobre 1946  |
| Karl Heinrich Reddehase | Peine de mort, exécuté le 11 octobre 1946  |
| Kazimierz Cegielski     | Peine de mort, exécuté le 11 octobre 1946  |
| Theodor Wagner          | 20 ans, libéré en 1954                     |
| Karl Schmitt            | 15 ans, libérée en 1951                    |
| Gertrud Heise           | 15 ans (7 ans après révision en août 1946) |
| Martha Linke            | 12 ans (7 ans après révision en août 1946) |
| Anneliese Kohlmann      | 2 ans, libérée en 1946                     |

Quatre des accusés ont été condamnés à mort et cinq autres à des peines de prison. Les quatre condamnés à la peine capitale sont Walter Quakernack, qui participa en 1941 au premier gazage des prisonniers de guerre soviétiques à Auschwitz, Karl Heinrich Reddehase, qui dirigea le camp satellite Hambühren-Waldeslust, le chef de bloc Heinz Heidemann, et le Kapo Kazimierz Cegielski.
Cegielski était accusé de cruauté et de meurtre. Connu comme « der Große (Gros) Kazimierz », il se réclame être un ressortissant polonais, ancien prisonnier à Bergen-Belsen arrivé dans le camp en mars 1944.
 Les Kapos étaient prisonniers fonctionnaires choisis par les SS avec comme mission de faire régner l’ordre et de s'occuper de leurs codétenus. Sélectionnés en fonction de leurs brutalités, ils furent d'abord sélectionnés dans les rangs des criminels condamnés. Plus tard, ce sont les prisonniers politiques qui furent attelés à cette tâche.
 Cegielski a été accusé d'avoir battu, maltraité et tué des prisonniers sans raisons apparentes avec de grands bâtons de bois ou des poteaux. Au camp, il a également eu une liaison avec un autre prisonnier, Henny DeHaas, une jeune femme juive d'Amsterdam. Après la guerre, en 1946, il est arrêté à Amsterdam, visiblement à la recherche de Henny afin de l'épouser. Après un procès de 5 jours, il est condamné à mort par pendaison le 18 juin 1946. Le 10 octobre 1946, il déclare s'appeler Kasimir-Alexandre Rydzewski. Il est exécuté le lendemain à 9 h 20 du matin.
Comme le premier procès, les condamnations à mort ont été exécutées à la prison de Hameln par le bourreau Albert Pierrepoint. 
Les peines de prison ont ensuite été réduites de moitié, voire des deux tiers, à la suite du processus de dénazification dirigé par les Alliés.